# Christel Deliège
Christel Deliège, née le 6 juillet 1972 , est une judokate belge qui évolue dans la catégorie des moins de 52 kg (poids mi-légers). 

## Palmarès
Christel Deliège a fait plusieurs podiums dans des tournois internationaux, dont une médaille d'or en 1994 dans un tournoi de World Cup, l'open de Varsovie.

Elle a été quatre fois championne de Belgique U20 et six fois championne de Belgique sénior :
| Chpt de Belgique sénior | Chpt de Belgique sénior | 1990 | 1991 | 1992 | 1993 | 1994 | 1995 | 1996 | 1997 | 1998 | 1999 | 2000 | 2001 | 2002 | 2003 | 2004 | 2005 | 2006 |
| ----------------------- | ----------------------- | ---- | ---- | ---- | ---- | ---- | ---- | ---- | ---- | ---- | ---- | ---- | ---- | ---- | ---- | ---- | ---- | ---- |
| mi-légers               | -52 kg                  | 1er  | 2e   | 1er  | -    | 1er  | 1er  | 3e   |      | -    | -    | -    | -    | -    | -    | 1er  | -    | 1er  |
| poids légers            | -56 kg                  |      |      |      |      |      |      |      | 2e   |      |      |      |      |      |      |      |      |      |